# Éric Martin (réalisateur)
 (octobre 2018).
Si vous disposez d'ouvrages ou d'articles de référence ou si vous connaissez des sites web de qualité traitant du thème abordé ici, merci de compléter l'article en donnant les références utiles à sa vérifiabilité et en les liant à la section « Notes et références ».
Pour les articles homonymes, voir Éric Martin et Martin.
Éric Martin (également connu sous le seul nom de Martin) est un réalisateur, journaliste et dessinateur français né le 21 octobre 1968. Il a notamment collaboré à Siné Hebdo,  Fluide Glacial (en collaboration avec Vuillemin) et l'émission Groland (depuis 2000).

## Biographie
Éric Martin débute dans la presse en tant que directeur de publication du journal Canicule (1991-1993), interdit en 1993 par le ministère de l'intérieur. Il est ensuite, de 1997 à 2000, rédacteur en chef du magazine satirique Zoo. Il a également joué dans Avida le deuxième film de Benoît Delépine et Gustave de Kervern.
En 2001, Martin fait ses premiers pas en tant que réalisateur avec un court métrage, Locked-In Syndrome, primé dans plusieurs festivals internationaux[réf. nécessaire], qui marque sa première collaboration cinématographique avec le réalisateur Emmanuel Caussé. Avec celui-ci, il travaille également sur le téléfilm Lettres de la mer rouge, diffusé pour la première fois sur Arte en avril 2006. « Coup de cœur du Jury du Public » au Festival de Luchon en 2006, cette œuvre a été couronnée des Lauriers de l'Audiovisuel et a reçu le Prix Marcel Jullian de la « Première œuvre »[réf. nécessaire]. 
En 2008, en duo avec Pierre Carles, il réalise un documentaire consacré au professeur Choron, intitulé Choron Dernière. 
L'année suivante, le duo Martin & Caussé accède au grand écran avec le film No pasaran. Une sortie « Grand Sud-Ouest », le 15 juillet 2009, a précédé la sortie nationale du 2 septembre 2009 et la sortie en DVD le 6 janvier 2010.

## Filmographie

### Réalisateur
- Simon, d'Emmanuel Caussé et Éric Martin, 2016.
- No pasaran, d'Emmanuel Caussé et Éric Martin, 2009.
- Choron Dernière[2], de Pierre Carles et Éric Martin, 2009.
- Lettres de la mer rouge, d'Emmanuel Caussé et Éric Martin, 2006.
- Locked-In Syndrome, d'Emmanuel Caussé et Éric Martin, 2001.

## Publications
- L'Année des stars (avec Faujour et Oueb), éd. Hors Collection, 2000.
- Tout s'éclaire (avec le professeur Choron), éd. Le Dilettante, 2001
- Grolivre - L'album souvenir du Groland (avec Franck Benoist), éd. Hugo-Desinge, 2019,  (ISBN 9782755644005).